# 아쇼로군

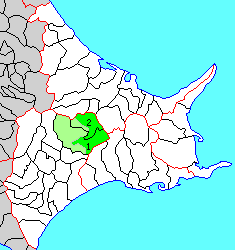
아쇼로 군의 위치

아쇼로군(일본어: 足寄郡)은 일본 홋카이도 도카치 지청의 군이다. 인구 8,017명, 면적 2,016.94km², 인구밀도 3.97명/km².(2025년 2월 28일, 주민기본대장인구)
이하 2정으로 구성된다.
- 아쇼로정(足寄町)
- 리쿠베쓰정(陸別町)

## 역사
에도 시대의 아쇼로 군역은 마쓰마에번에 의해 설치된 구스리 장소에 포함되었다. 에도 시대 후기, 아쇼로 군역은 동 에조치에 속하고 있었다. 국방을 위해 1799년에 아쇼로 군역은 천령이 되면서 1869년 시라누카 군이 두어졌고 홋카이도 구시로국에 속했다. 1908년에 시라누카 군으로부터 분립하였다.